# George Young (Geologe)
George Young (* 15. Juli 1777 bei Kirknewton; † 8. Mai 1848 in Whitby) war ein britischer Geistlicher, Lokalhistoriker und Geologe.

## Leben
Young war das vierte von zehn Kindern eines kleinen Landbesitzers. Da er mit nur einem intakten Arm geboren wurde, kam eine Beschäftigung in der Landwirtschaft nicht in Betracht und er sollte Geistlicher werden.
Young studierte zur Vorbereitung an der University of Edinburgh, an der er sich besonders für Mathematik und Naturwissenschaft interessierte und ein Schüler von John Playfair war, der wiederum aus der Schule von James Hutton stammte. Nach dem Abschluss 1796 mit Bestnoten studierte er in Selkirk (Schottland) bei George Lawson Theologie und wurde 1801 als presbyterianischer Geistlicher in Edinburgh zugelassen. 1806 wurde er presbyterianischer Pastor in Whitby, was er 42 Jahre lang blieb. Seine Kirche war in der Cliff Lane. 1826 heiratete er Margaret Hunter (gestorben 1846). Die Ehe blieb kinderlos.
1819 erhielt er einen Magister Artium der Universität Edinburgh. Er erhielt 1838 einen theologischen Doktorgrad (Doctor of Divinity) des Miami College in Oxford (Ohio). Er schrieb eine Geschichte von Whitby, ein Buch über Geologie und die Lehre der Bibel, eine Biographie von James Cook und eine geologische Beschreibung der Küste von Yorkshire, die er zuvor mit Bird genau erkundete. Dabei ging er auch auf die Fossilien ein, zum Beispiel aus einer Höhle bei Kirkdale, in der er selbst ausgrub und der These eines nachsintflutlichen Hyänenzahns von William Buckland entgegentrat. Young versuchte die Lehren der Bibel mit den Erkenntnissen der Geologie in Einklang zu bringen. Andererseits war Young vorsichtig in der Interpretation geologischer Erkenntnisse, da die Wissenschaft der Geologie, wie er selbst sagte, dazu zu jung wäre.
Er war korrespondierendes Mitglied der Wernerian Natural History Society in Edinburgh und der literarischen und wissenschaftlichen Gesellschaften von Yorkshire und Hull (für die er Mineralien und Fossilien der Küste von Yorkshire sammelte). 1823 wurde er Gründungsmitglied und Sekretär der literarischen und philosophischen Gesellschaft von Whitby. Eines ihrer Hauptziele war die Gründung eines Museums, dessen geologisch-paläontologische Sammlung von Young und Bird verwaltet wurde.

## Schriften
- Evangelical Principles of Religion vindicated, and the inconsistency and dangerous tendency of the Unitarian Scheme exposed; in a series of letters addressed to the Rev. T. Watson: in reply to his book entitled “A Plain Statement of some of the most important Principles of Religion as a preservative against Infidelity, Enthusiasm, and Immorality,”’ Whitby, 1812
- A History of Whitby and Streoneshalh Abbey; with a Statistical Survey of the Vicinity to the distance of twenty-five miles, 2 Bände, Whitby, 1817 Archive
- A Geological Survey of the Yorkshire Coast: describing the Strata and Fossils occurring between the Humber and the Tees, from the German Ocean to the Plain of York, Whitby, 1822 (Illustrationen John Bird, der auch zum Text beitrug) Archive, 2. erweiterte Auflage 1828 Google Books
- A Picture of Whitby and its Environs, Whitby, 1824, 2. Auflage 1840 Google Books
- The Life and Voyages of Captain James Cook, drawn up from his Journals and other authenic documents, London, 1836 Archive
- Scriptural Geology, or an Essay on the High Antiquity ascribed to the Organic Remains embedded in Stratified Rocks, London 1838 (ein Appendix … containing Strictures on some Passages in Dr. J. Pye Smith's lectures, entitled “Scriptures and Geology” erschien 1840)[1]
- A Catalogue of Hardy Ornamental Flowering Shrubs, Forest and Fruit Trees, 1834 (assistiert von dem angesehenen  schottischen Gärtner Alexander Willison in Whitby)

Daneben veröffentlichte er Predigten zu verschiedenen Anlässen.